# 湖北省文学艺术界联合会
湖北省文学艺术界联合会（简称湖北省文联），是中华人民共和国湖北省文学艺术界工作者组成的专业性人民团体，也是中国文学艺术界联合会的团体会员。

## 历史沿革
1949年7月，原江汉、鄂豫两地区文联筹备会合并成立湖北省文学艺术工作者协会（后改为联合会）筹备委员会。郑思担任主任委员。办公地址设置在武昌张之洞路129号。
1950年9月21日至30日，湖北省第一次文学艺术工作者代表大会在武昌召开，正式成立湖北省文学艺术工作者联合会。1952年9月至1956年11月，与省文化局合署办公。
1966年文化大革命开始后，湖北省文联和各文艺家协会被迫停止活动。
1978年2月15日至19日，湖北省文学艺术界第四次代表大会在武昌召开，正式恢复湖北省文学艺术工作者联合会。后更名为湖北省文学艺术界联合会。1984年4月，办公地址迁至武昌区东湖东亭二路特一号。

## 组织机构
机关处室
- 办公室
- 人事部
- 组织联络部
- 创作研究部
- 机关党委（纪检）
- 离退休干部处

省级文艺家协会
- 湖北省作家协会
- 湖北省戏剧家协会
- 湖北省美术家协会
- 湖北省音乐家协会
- 湖北省曲艺家协会
- 湖北省摄影家协会
- 湖北省舞蹈家协会
- 湖北省民间文艺家协会
- 湖北省书法家协会
- 湖北省电影家协会
- 湖北省文艺理论家协会
- 湖北省杂技艺术家协会
- 湖北省电视艺术家协会

市州文联
- 武汉市文学艺术界联合会
- 黄石市文学艺术界联合会
- 十堰市文学艺术界联合会
- 襄阳市文学艺术界联合会
- 宜昌市文学艺术界联合会
- 荆州市文学艺术界联合会
- 荆门市文学艺术界联合会
- 鄂州市文学艺术界联合会
- 孝感市文学艺术界联合会
- 黄冈市文学艺术界联合会
- 咸宁市文学艺术界联合会
- 随州市文学艺术界联合会
- 恩施州文学艺术界联合会
- 仙桃市文学艺术界联合会
- 天门市文学艺术界联合会
- 潜江市文学艺术界联合会
- 神农架林区文学艺术界联合会

所属单位
- 湖北省文联文学艺术院
- 湖北国画院
- 湖北省书法院
- 湖北今古传奇传媒集团

## 历届组成人员

### 第一届
- 任期：1950年9月－1956年4月
- 主席：许道琦
- 副主席：郑思、唐亥、伍禾、毕奂午

### 第二届
- 任期：1956年4月－1962年2月
- 主席：于黑丁
- 副主席：巴南冈、关山月、李蕤、胡一川、程云、傅心一、黄力丁、骆文

### 第三届
- 任期：1962年2月－1978年2月
- 主席：骆文
- 副主席：程云、刘永济、张肇铭、林路、任清、陈伯华、杨平

### 第四届
- 任期：1978年2月－1988年12月
- 主席：姚雪垠
- 副主席：骆文、徐迟、韩光表、吕庆庚、程云、师群、吕西凡、王淑耘、吉学沛、林路、黄力丁、陈伯华、王玉珍、李建章、张敬安

### 第五届
- 任期：1988年12月－1994年12月
- 执行主席：周韶华
- 执行副主席：陈东成、鄢国培、杨至芳、张其军、夏雨田、李传锋、沈虹光

### 第六届
- 任期：1994年12月－2001年11月
- 主席：周韶华
- 副主席：鄢国培、杨至芳、夏雨田、李传锋、沈虹光、童忠良、唐小禾、邹明山、杜建国、黄中骏、张其军

### 第七届
- 任期：2001年11月－2007年9月
- 名誉主席：周韶华
- 主席：唐小禾
- 常务副主席：李传锋
- 副主席：王先霈、朱世慧、朱莎莉、池莉、杨至芳、何祚欢、邹明山、沈虹光、赵德义、黄中骏

### 第八届
- 任期：2007年9月－2012年9月
- 名誉主席：唐小禾
- 主席：沈虹光
- 常务副主席：刘永泽
- 副主席：马启龙、王原平、朱世慧、朱莎莉、池莉、冷军、张慧芳、李宁、陈元生、曹小强、梁必文、梅昌胜、彭志敏、熊召政

### 第九届
- 任期：2012年9月－2018年7月
- 名誉主席：
- 主席：熊召政
- 常务副主席：刘永泽
- 副主席：王茂亮、王原平、朱世慧、朱莎莉、池莉、冷军、陆鸣、陈汉桥、易熙君、罗丹青、梅月洲、梅昌胜、曹小强、梁必文、彭志敏
- 秘书长：罗丹青

### 第十届
- 任期：2018年7月－
- 名誉主席：熊召政
- 主席：刘醒龙[4]
- 常务副主席：邓长青（－2022年3月） → 张士军（2022年3月－）
- 副主席：罗丹青（－2019年7月）、肖伟池、王永平、马尚云（2019年7月－）
- 兼职副主席：陆鸣、梅月洲、杨俊、刘薇、胡志平、李乃蔚、李修文、许奋、张静、杨发维、尕藏达杰
- 秘书长：雷波